# Theridion delicatum
Theridion delicatum är en spindelart som beskrevs av O. Pickard-Cambridge 1904. Theridion delicatum ingår i släktet Theridion och familjen klotspindlar. Inga underarter finns listade i Catalogue of Life.